# Liste der Fließgewässer im Flusssystem Aschaff

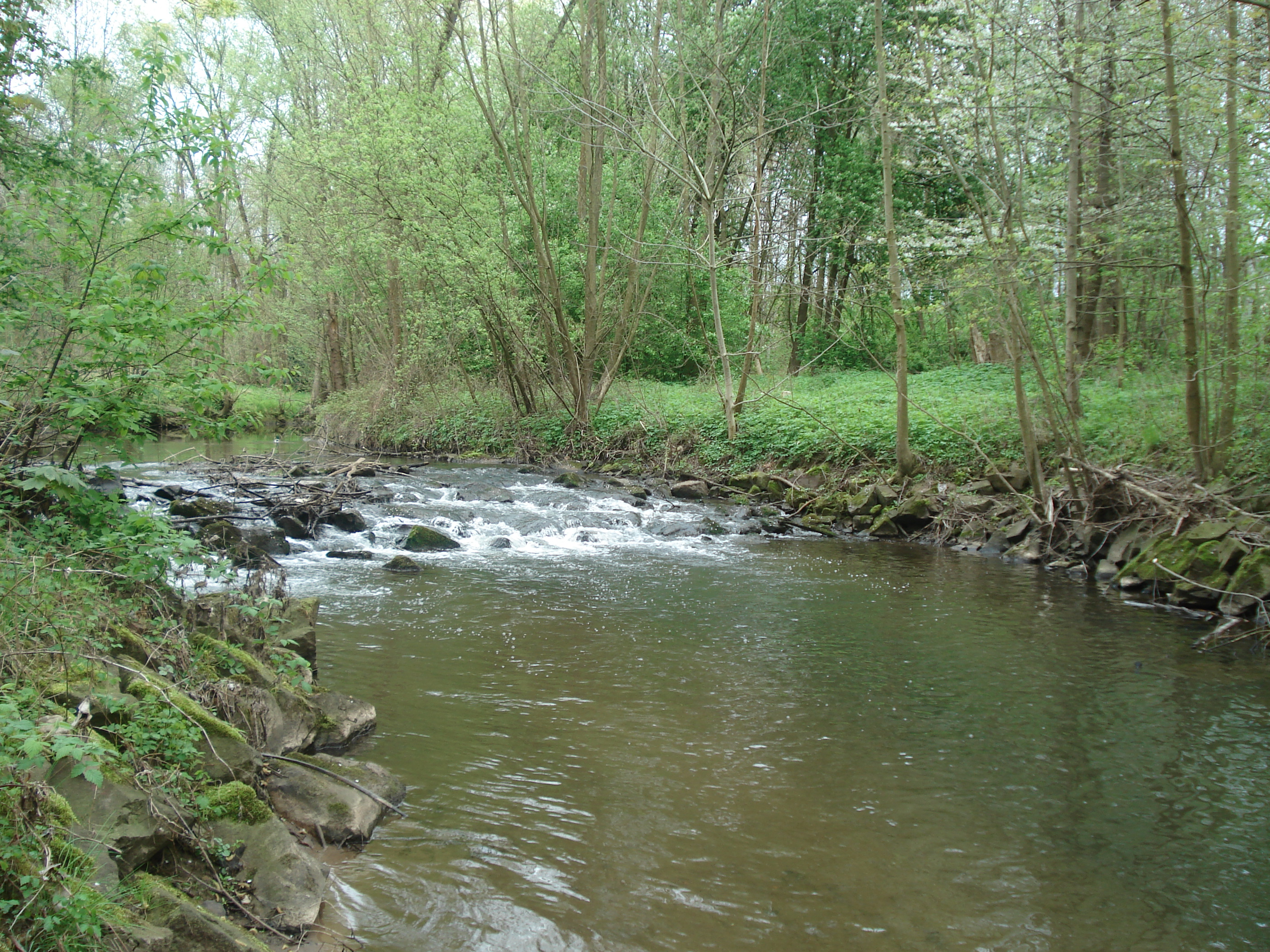
Die Aschaff bei Aschaffenburg-Damm

Die Liste der Fließgewässer im Flusssystem Aschaff umfasst alle direkten und indirekten Zuflüsse der Aschaff, soweit sie namentlich auf der Topographischen Karte 1:10000 Bayern Nord (DK 10) oder im Kartenservicesystem des Bayerischen Landesamts für Umwelt (LfU) aufgeführt werden. Andere Quellwerke werden separat in den Einzelnachweisen dokumentiert. Namenlose Zuläufe und Abzweigungen werden nicht berücksichtigt. Wenn der Gewässername sich nach dem Zusammenfluss zweier Gewässerabschnitte ändert, werden die beiden Zuflüsse als Quellzuflüsse separat angeführt, ansonsten erscheint der Teilbereichsname in Klammern. Die Längenangaben werden auf eine Nachkommastelle gerundet. Die Fließgewässer werden jeweils flussabwärts aufgeführt. Die orografische Richtungsangabe bezieht sich auf das direkt übergeordnete Gewässer.

## Einzugsgebiet

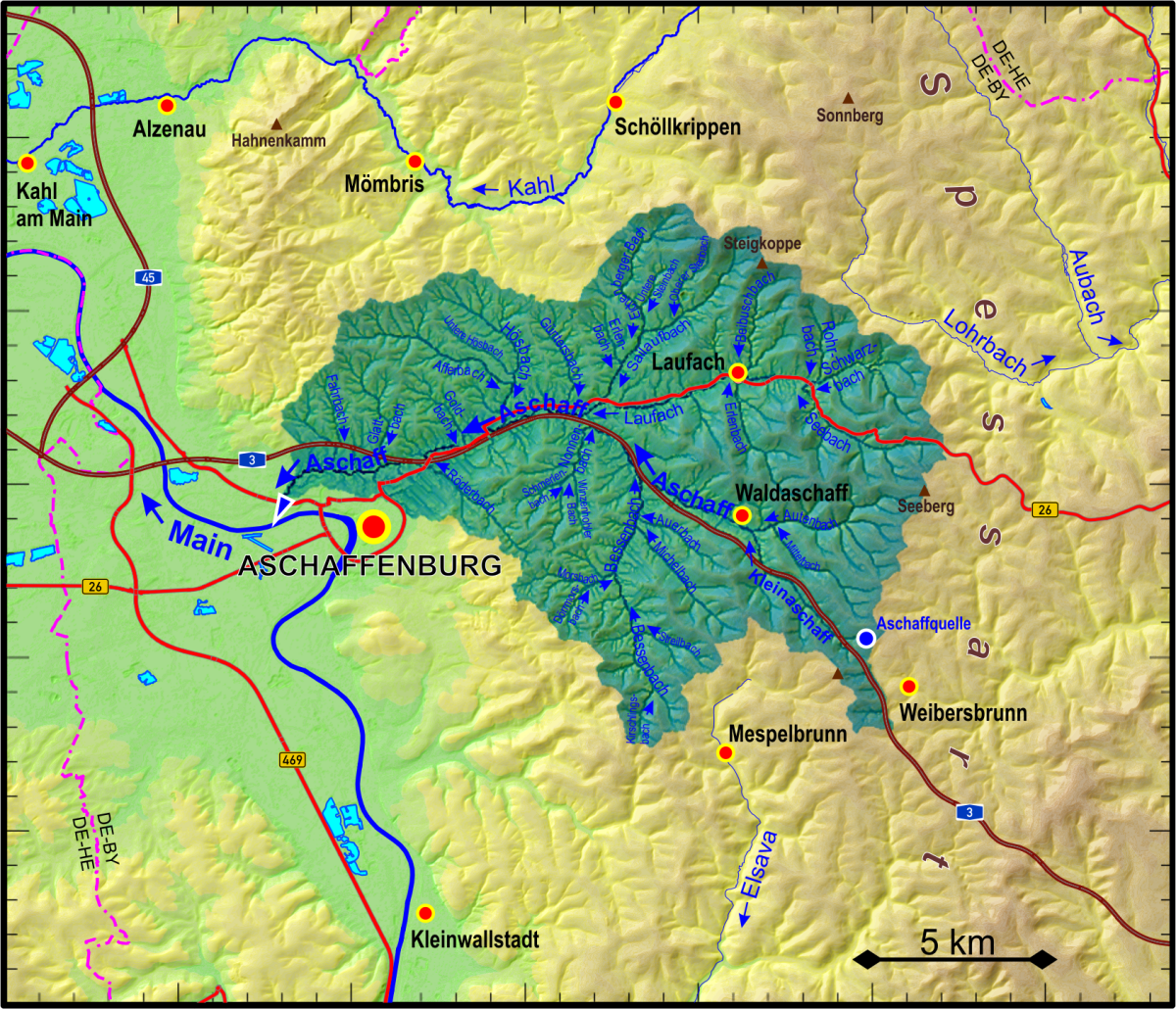
Einzugsgebiet der Aschaff

## Aschaff
Die Aschaff ist ein 17,0 km (mit Kleinaschaff 21,4 km) langer rechter Zufluss des Mains in Unterfranken.

## Zuflüsse

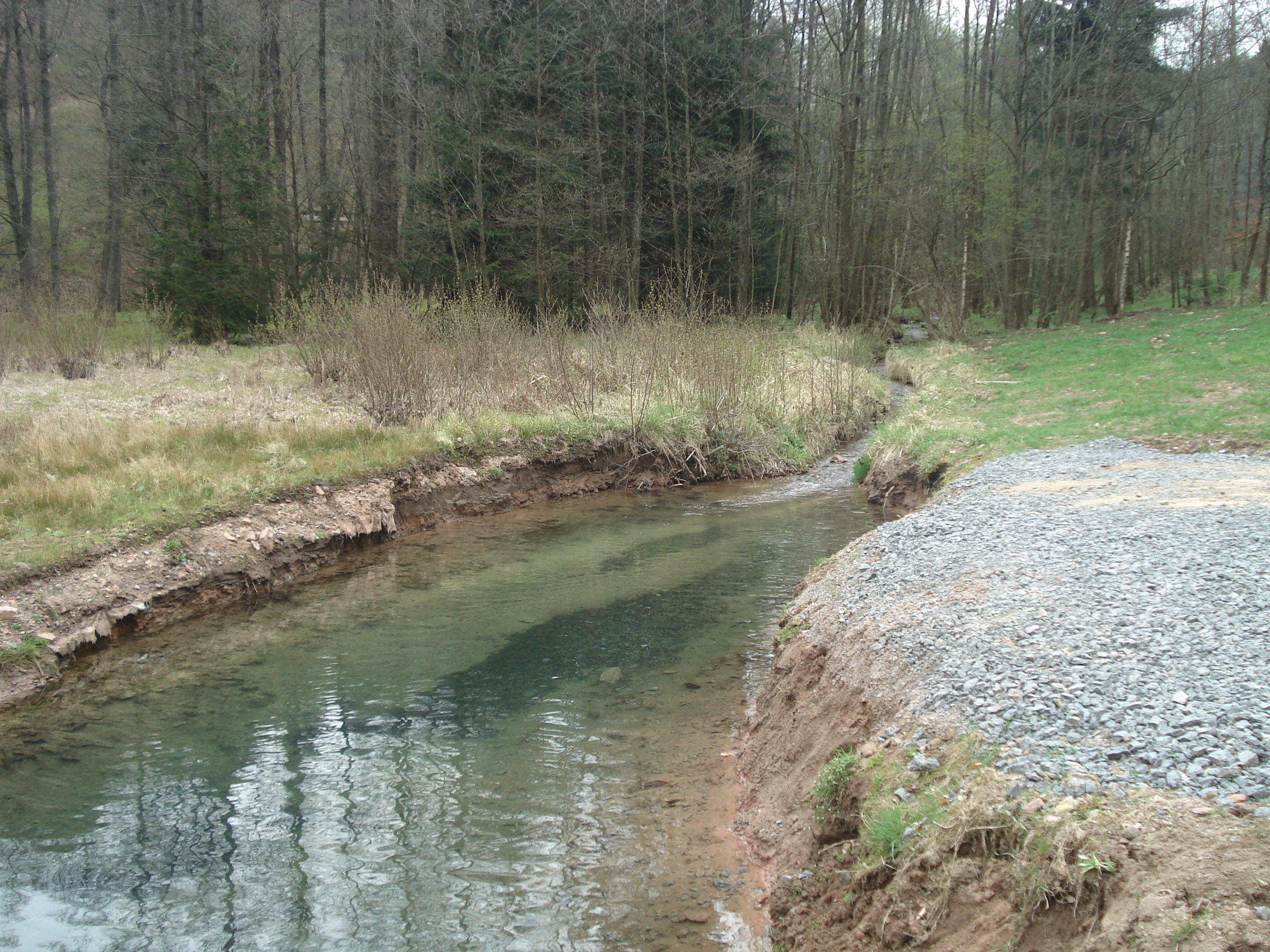
Der Autenbach

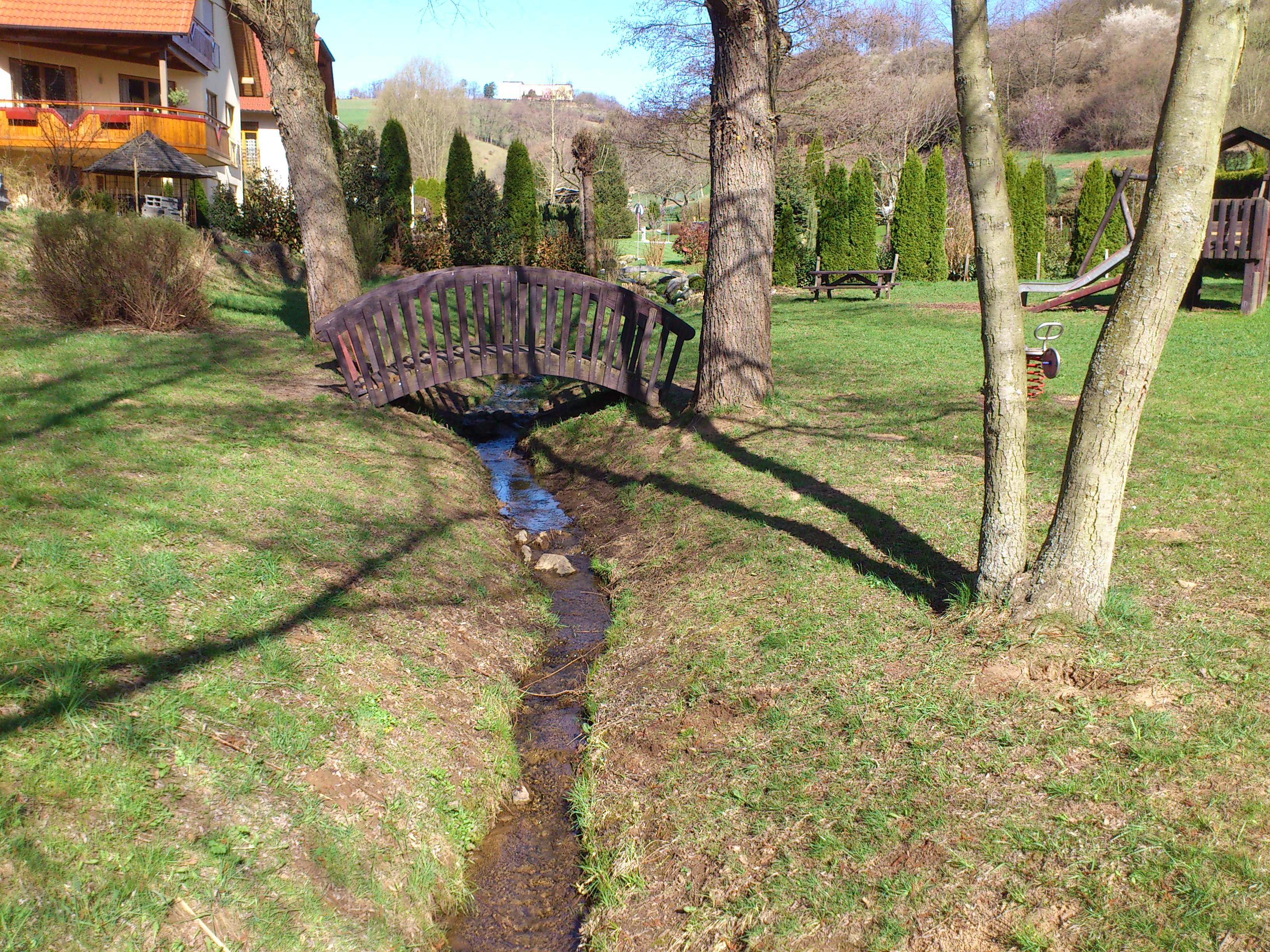
Der Hirschbach

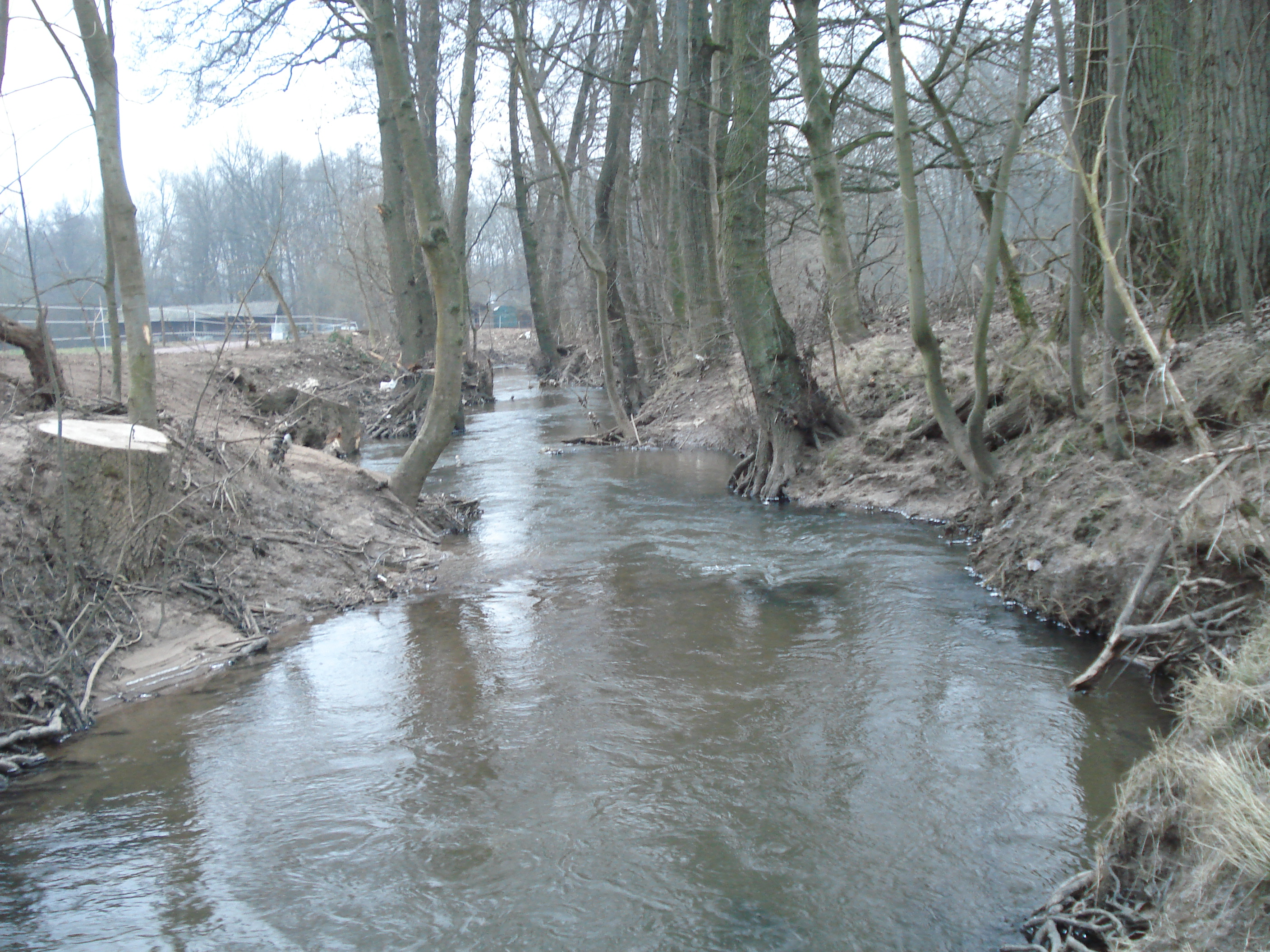
Die Laufach

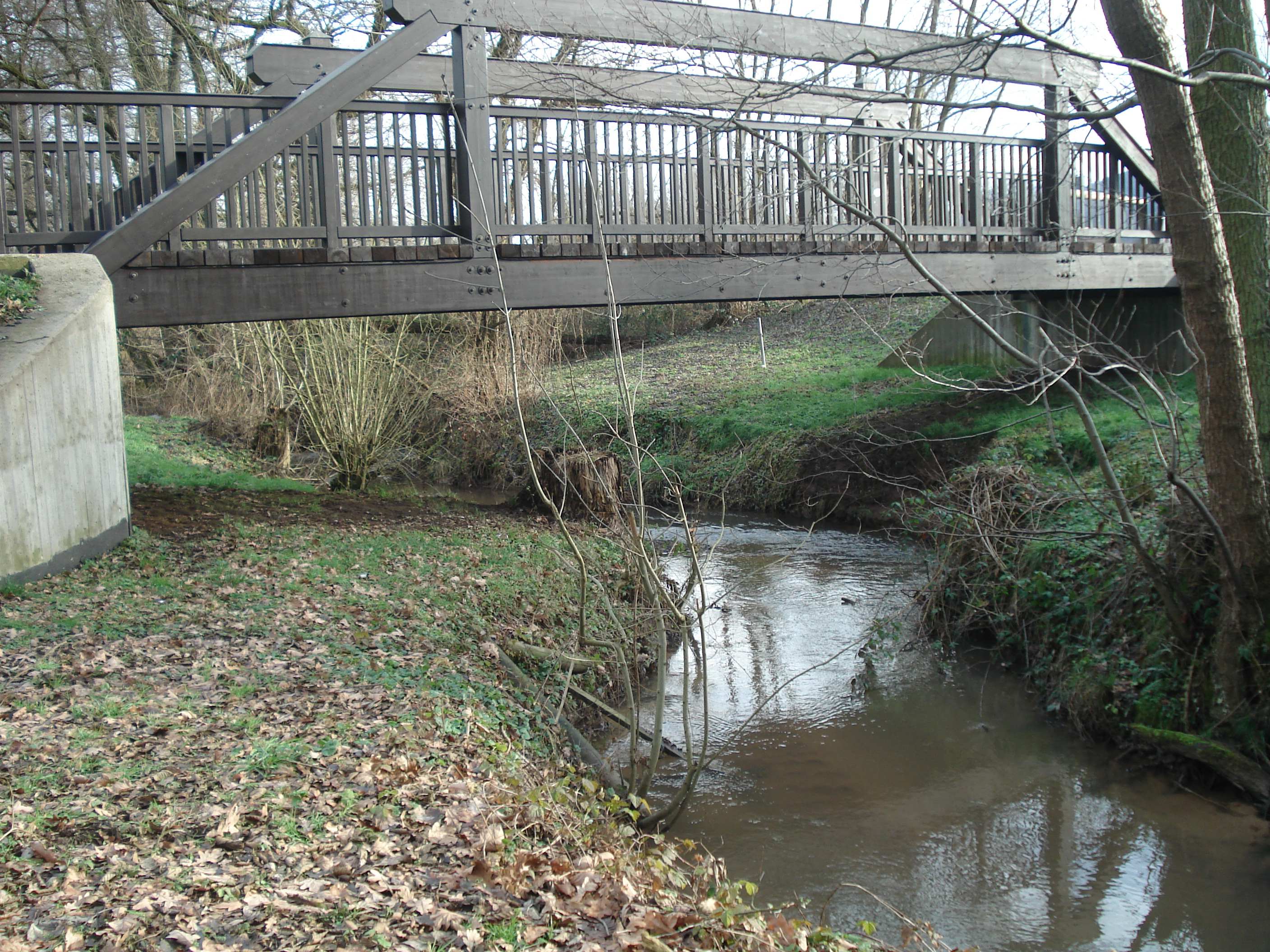
Der Sailaufbach

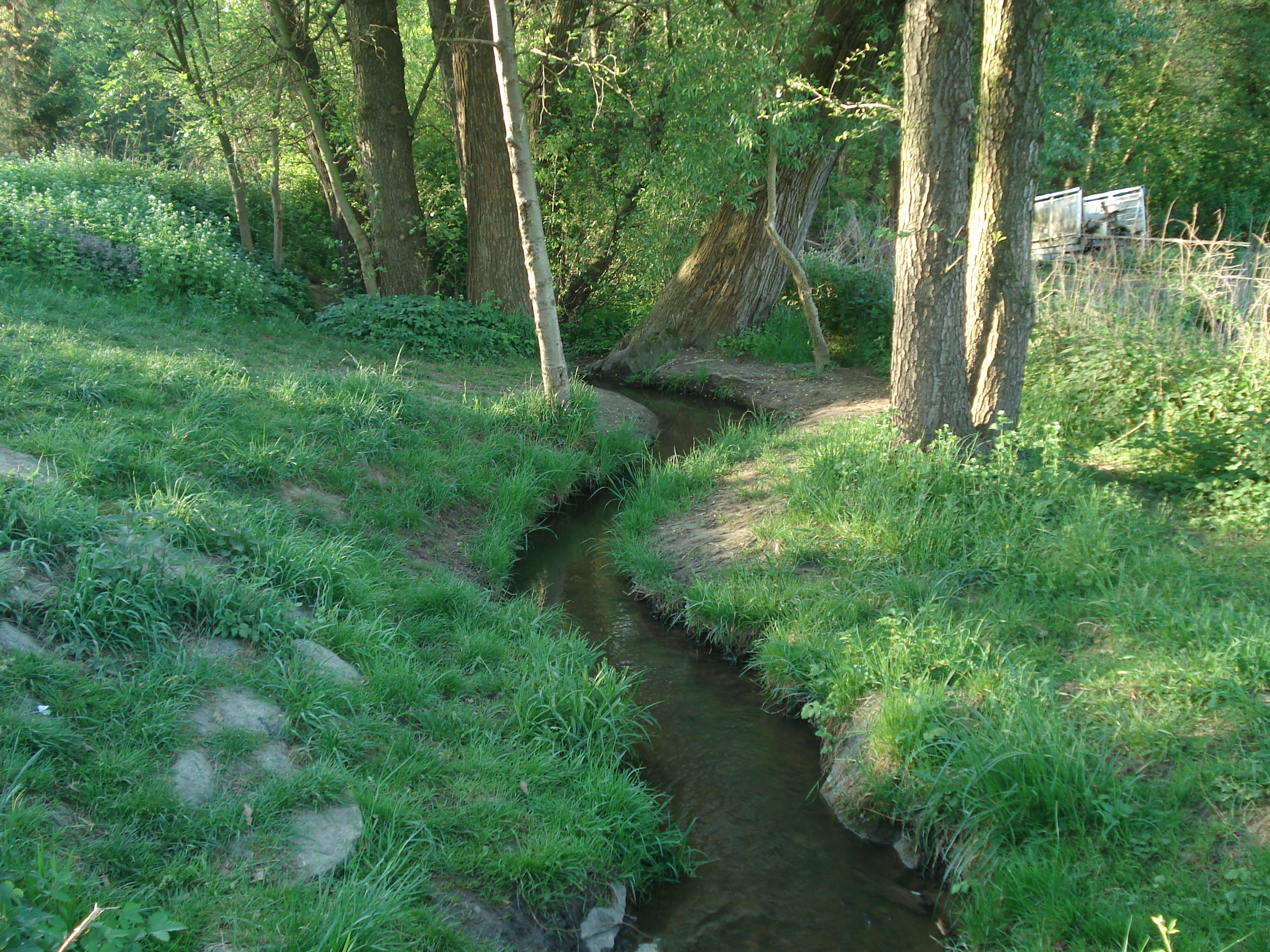
Der Lohmgraben

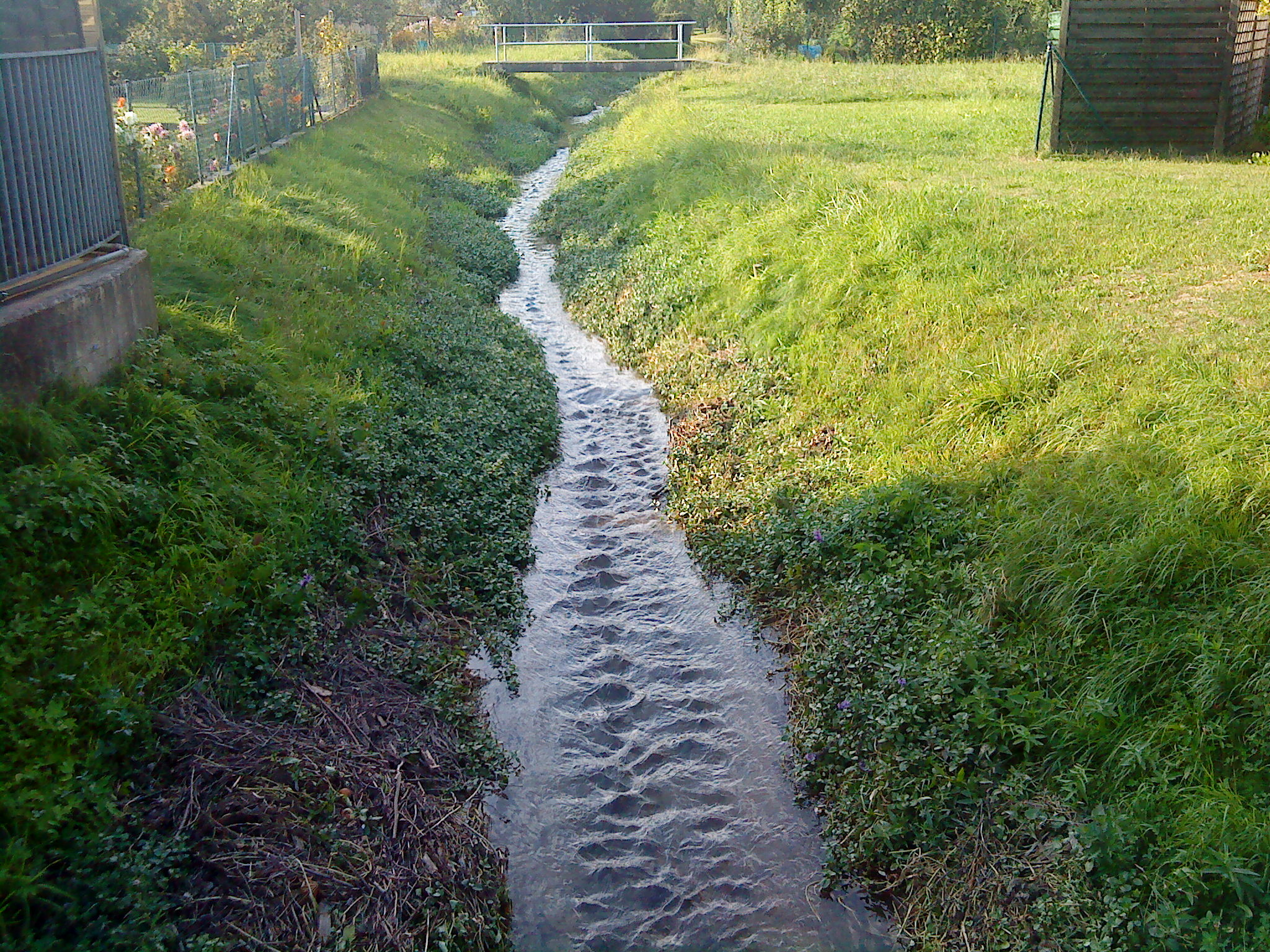
Der Hösbach

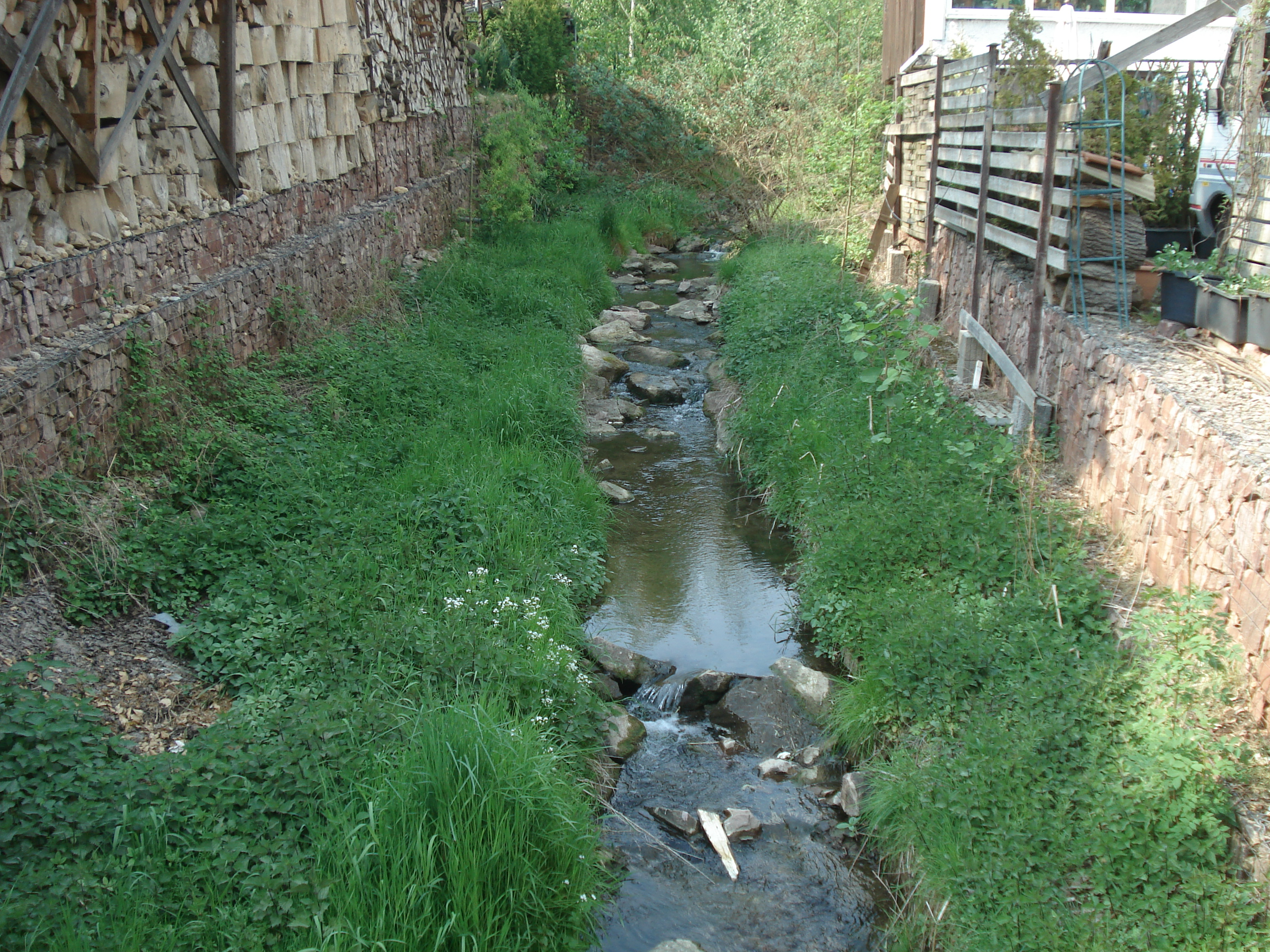
Der Glattbach

Direkte und indirekte Zuflüsse der Aschaff
 Aschaffquelle (314 m ü. NHN)
- Autenbach[A 1] (rechter Quellbach), 3,7 km, 12,7 km²
  - Mittelbach[1] (links), 2,6 km, 3,4 km²
- Kleinaschaff[A 2] (linker Quellbach), 4,4 km, 7,9 km²
  - (Bach aus dem) Altwiesengrund (links)
  - Geißbach[2][3] (links), 1,1 km
- Heerbach[4] (rechts), 1,2 km, 0,6 km²
- Bessenbach (Kirschlingsbach[A 3]) (links), 8,1 km, 26,07 km²
  - Streilbach (rechts), 1,8 km
  - Morsbach (links), 2,1 km
    - Birkbach (rechts), 1,0 km
    - Dörrmorsbach (rechts), 1,7 km
    - Hirschbach (links), 1,6 km

  - Klingermühlbach (links), 1,1 km
  - Geiersbach[5] (links), 1,1 km
  - Michelbach (Klosterborn[A 4]) (rechts), 3,6 km
    - Schäfersbach (rechts), 0,8 km

  - Auerbach (rechts), 2,7 km
- Gogelgraben (rechts), 1,5 km
- Nonnenbach (links), 4,3 km (mit Schmerlenbach)
  - Schmerlenbach (linker Quellbach), 2,3 km
    - Waldbach (linker Quellbach)
    - Kellerbergbach (rechter Quellbach)
    - Strietbach (rechts), 2,3 km

  - Winzenhohler Bach (rechter Quellbach), 2,0 km
  - Baschklingebach (links), 1,6 km
- Laufach (rechts), 11,4 km (mit Seebach), 55,97 km²
  - Schwarzbach (rechter Quellbach), 3,1 km
    - Herzbach[3] (links), 0,9 km
    - Etzbach[3] (links), 0,9 km
    - Rohrbach (rechts), 2,5 km

  - Seebach (linker Quellbach), 3,9 km, 7,8 km²
    - Eichermich[3] (links)

  - Beibuschbach (Kehrbach[A 4]) (rechts), 3,7 km
    - Kammerbach (links)[3], 0,9 km
    - Kleiner Kirrbach (links), 1,8 km

  - Erlenbach (links), 3,3 km
    - (Bach aus dem) Kreuzgrund (links)

  - (Bach aus dem) Liebesgrund (rechts)
  - Erbigsbach (links), 1,5 km
  - Hembach (links), 0,7 km
  - Sailaufbach, 6,4 km, 17,4 km²
    - Oberer Steinbach (rechts), 1,3 km
    - Eichenberger Bach[A 5] (rechts), 4,7 km, 6,6 km²
      - Unterer Steinbach (links), 1,2 km

    - Erlenbach (rechts), 1,7 km
- Güntersbach (rechts), 3,0 km
- Hösbach (rechts), 5,1 km, 14,42 km²
  - (Bach aus der) Weingrube (links)
  - Unterer Hösbach (rechts), 2,4 km
  - Afferbach (rechts), 5,6 km, 6,1 km²
    - Fockenwaldgraben (links), 0,8 km
    - (Bach aus dem) Kellerngrund (links)
- Klingengraben (links), 1,4 km
- Röderbach (Haibach[A 4]) (links), 4,0 km, 4,8 km²
- Goldbach (rechts), 4,4 km, 3,9 km²
  - Klingenbach (rechts), 0,9 km
- Glattbach (rechts), 4,0 km, 4,0 km²
  - Eichetsbach (rechts), 1,2 km
- Lohmgraben (Lohmühlgraben) (rechts), 3,0 km (mit Fahrbach)
  - Grundgraben (rechter Quellbach), 1,4 km
  - Fahrbach (linker Quellbach), 2,2 km